# حرائق أحراش فكتوريا (2009)

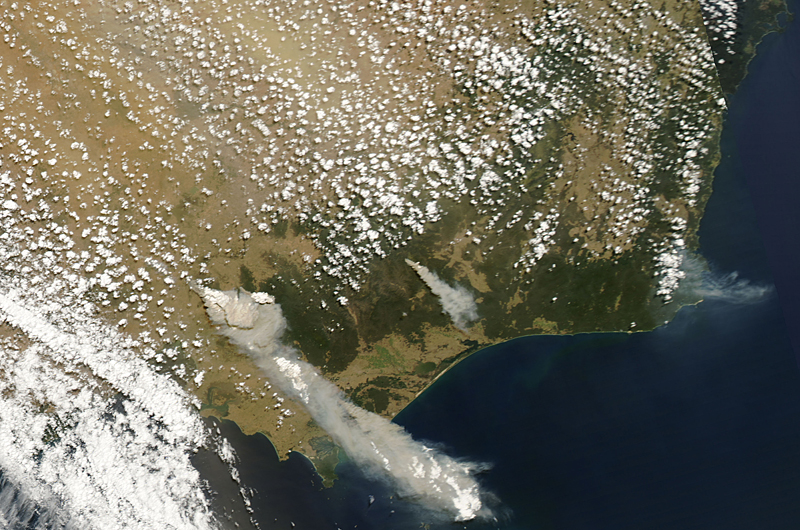
صورة من القمر الصناعي أكوا تبين أثر الحرائق في شرقي فكتوريا، الدخان الناتج من الحرائق وصل مسافات بعيدة طالت نيوزيلندا.

حرائق أحراش فيكتوريا في فبراير 2009 هي حرائق أحراش اندلعت على نطاق واسع بسبب موجة الحر في ولاية فيكتوريا في أستراليا. وبحلول 17 فبراير كانت الحرائق قد تسببت في مقتل نحو 200 شخص بحلول 17 فبراير، واصابة العشرات وتشريد نحو 7 آلاف شخص، وتسببت في أضرار مادية جسيمة في الممتلكات، حيث دمرت أكثر من 1800 منزل، بينها منازل بلدة كينغ ليك والمناطق المحيطة بها، كما دمرت مناطق بشكل تام مثل قرية ألبن ميريزفيل Alpine Marysville بالكامل ولم ينج فيها سوى مبنى واحد من ألسنة اللهب.
وارتفعت ألسنة اللهب لعلو عشرة أمتار في الأشجار المحترقة، كما زادت مساحة الأراضي المتأثرة عن 330.000 هكتار، فيما امتدت النيران إلى مناطق في الولايتين المجاورتين نيو ساوث ويلز وساوث أستراليا.
الحرائق التي تعتبر الأكثر دمارا للأرواح والممتلكات في تاريخ أستراليا اندلعت السبت 7 فبراير في عدة مواقع بما فيها ضواحي ملبورن وولاية العاصمة كانبرا، حيث سجلت درجات الحرارة أعلى مستوى لها منذ مايزيد عن 150 عاما، لتصل لنحو 46.6 درجة مئوية.
يشتبه في كون العديد من تلك الحرائق قد تمت بشكل متعمد، وقد أعلن عن القبض على شخصين حيث يتوقع أن توجه لهما تهما تشمل القتل العمد.
من جهته أعلن رئيس الوزراء الأسترالي عن تخصيص مبلغ 7 ملايين دولار لضحايا الحرائق. أما رئيس حكومة نيو ساوث ويلز المحلية نيثن ريس، فقال «بأن كل من ثبث ضلوعه في تلك الأعمال يواجه 25 عاما في السجن».
وصفت هذه الحرائق بأنها الأسوأ في تاريخ أستراليا متخطية بذلك حرائق «الجمعة السوداء» في 1939 التي تسببت في مقتل 17 شخصا، وحرائق «أربعاء الرماد» في العام 1983 التي قتلت 75 شخصا. ولقي عدد من الأشخاص حتفهم في سياراتهم أثناء محاولاتهم النجاة بحياتهم، حيث عثرت قوات الإنقاذ على جثث متفحمة داخل عدة سيارات.

## حداد عام
في 22 فبراير 2009 خرج آلاف الأستراليين في حداد عام على 209 أشخاص قتلوا في الحرائق التي شهدتها بلادهم في وقت سابق من ذلك الشهر.